# Hans-Jürgen Syberberg
Hans-Jürgen Syberberg est un réalisateur allemand, né le 8 décembre 1935 dans le village de Nossendorf, en province de Poméranie.

## Biographie
Fils d'un propriétaire terrien, le jeune Hans-Jürgen vit jusqu'en 1945 à Rostock et à Berlin.
Il tourne son premier film en 8 mm entre 1952 et 1953. Cette année-là, il déménage en République fédérale d'Allemagne, où il entame en 1956 des études de littérature et d'histoire. Il obtient son doctorat à Munich avec pour thèse de fin d'études « L'absurde chez Dürrenmatt ». En 1963, il commence à produire des documentaires sur des stars telles que Fritz Kortner ou Romy Schneider, tout en continuant à vivre à Munich.
Le cinéma est une véritable passion pour Syberberg, considéré comme un adepte de l'œuvre d'art totale (Gesamtkunstwerk). Ses œuvres cinématographiques résultent d'une fusion entre deux pôles fondamentalement contradictoires de l'héritage culturel allemand : le rationalisme du XVIIIe siècle et le mysticisme du XIXe siècle.
Susan Sontag, Gilles Deleuze, Serge Daney ou encore Philippe Lacoue-Labarthe se sont intéressés à ses travaux.

## Filmographie
- 1965 : Fünfter Akt, Siebte Szene. Fritz Kortner probt Kabale und Liebe
- 1965 : Romy. Anatomie eines Gesichts
- 1966 : Fritz Kortner spricht Monologe für eine Schallplatte
- 1966 : Wilhelm von Kobell
- 1966 : Die Grafen Pocci - einige Kapitel zur Geschichte einer Familie
- 1968 : Scarabea - Wieviel Erde braucht der Mensch
- 1969 : Sex-Business - made in Pasing
- 1970 : À la suite de mon dernier déménagement (Nach meinem letzten Umzug)
- 1970 : San Domingo
- 1972 : Ludwig, requiem pour un roi vierge (Ludwig, Requiem für einen jungfräulichen König)
- 1973 : Le Cuisinier de Ludwig (Theodor Hirneis oder wie man ehemalige Hofkoch wird)
- 1974 : Karl May, à la recherche du paradis perdu (Karl May)
- 1977 : Hitler, un film d'Allemagne (Hitler, ein Film aus Deutschland)
- 1978 : Winifred Wagner et l'histoire de la maison Wahnfried (Winifried Wagner und die Geschichte des Hauses Wahnfried von 1914-1975)
- 1983 : Parsifal
- 1985 : Edith Clever lit Joyce (Edith Clever liest Joyce)
- 1985 : La Nuit (Die Nacht)
- 1987 : Penthesilea
- 1987 : Mademoiselle Else  (Fräulein Else)
- 1990 : La Marquise d'O  (Die Marquise von O.)
- 1993 : À la suite de mon dernier déménagement... Brecht (Syberberg filmt Brecht)
- 1994 : Un rêve, quoi d'autre? (Ein Traum, was sonst)
- 1997 : Caverne de la mémoire (Höhle der Erinnerung)